# Lingue indoeuropee
Le lingue indoeuropee sono la famiglia linguistica che comprende la maggior parte delle lingue d'Europa vive ed estinte che attraverso il Caucaso e il Medio Oriente da un lato e la Siberia occidentale e parte dell'Asia Centrale dall'altro, sono arrivate a coinvolgere l'Asia meridionale e in tempi antichi persino l'attuale Turkestan cinese (odierno Xinjiang). Queste lingue provengono dalla cosiddetta lingua protoindoeuropea.
Nel corso dell'età moderna, in seguito alle esplorazioni geografiche, alle migrazioni e alla colonizzazione che hanno fatto dilagare i popoli europei in gran parte del globo, si è diffusa in tutti i continenti, divenendo la famiglia dominante nelle Americhe, in Australia, in Nuova Zelanda, in gran parte della Siberia e in singole regioni dell'Africa. Oggi le lingue della famiglia linguistica indoeuropea hanno nel globo il maggior numero relativo di parlanti, rispetto alle altre famiglie linguistiche. La famiglia linguistica indoeuropea si divide a sua volta in grandi sottofamiglie (gruppi o rami di lingue), sulla cui esatta composizione e sulle cui relazioni è in corso un vivace dibattito scientifico.

## La nascita della linguistica comparativa e la scoperta dell'indoeuropeo

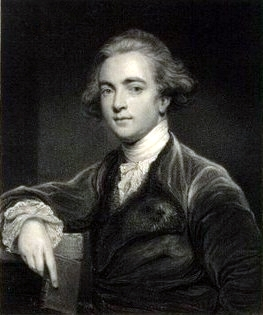
William Jones

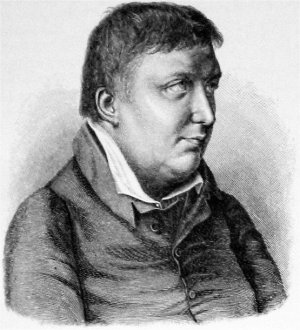
Friederich Schlegel

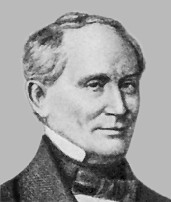
Franz Bopp

L'idea della comparazione fra le lingue comincia ad affiorare nell'umanesimo europeo con Giuseppe Giusto Scaligero. Una prima generica formulazione delle basi del metodo comparativo viene però solo nel XVIII secolo, sotto l'influsso indiretto degli studi di anatomia comparata, con Johann Christoph Adelung e Christian Jakob Kraus, che fra il 1781 e il 1787 definiscono negli obiettivi e nel metodo l'approccio scientifico al confronto fra le lingue. Ma la nascita della vera e propria linguistica comparativa intesa come scienza è tuttavia un sotto-prodotto casuale del colonialismo inglese, e in particolare della conquista dell'India.
I contatti con la cultura indiana e la sua lingua letteraria, il sanscrito, permisero all'alto magistrato del Bengala sir William Jones di instaurare paragoni fra lo stesso sanscrito e il greco, il latino, il gotico e le parlate di Celti, Sciti, Slavi e Balti e di dedurre che tutte queste antiche lingue derivavano da un'arcaica lingua madre ormai estinta. L'inglese si accontentò di affermare l'origine comune, in base a delle evidenze, senza andare oltre, senza gettare le basi per una scienza. Jones espose le sue teorie in una conferenza tenuta alla Asiatic Society a Calcutta il 2 febbraio 1786, ma i suoi studi vennero pubblicati soltanto nel 1788. Nonostante la sua ingegnosità, l'ipotesi di Jones cadde nell'oblio e l'idea fu riproposta da Friedrich Schlegel, nel suo libro del 1808 Über die Sprache und Weisheit der Indier,  nel quale per la prima volta si parla di grammatica comparativa (vergleichende Grammatik). Con Rasmus Christian Rask e Franz Bopp, che nel 1816 pubblicò il Konjugationssystem, si giunse infine a una più organica formulazione dei principi concreti e sistematici dell'analisi linguistico-comparativa, tracciando un quadro sistematico delle relazioni tra le sottofamiglie. Una comprensione più ampia dell'albero genealogico della famiglia linguistica indoeuropea fu possibile al principio del XX secolo, quando Bedřich Hrozný scoprì quasi casualmente che l'ittita, idioma scoperto nella prima metà XIX secolo, era la lingua indoeuropea più anticamente attestata. Le prime fasi dello sviluppo di questi studi furono caratterizzate dal fioccare di ipotesi; una di queste, ad esempio, sosteneva che la legge di Grassmann abbia un'origine comune in greco e sanscrito, indicando una forte prossimità tra questi due gruppi. Tuttavia, la legge di Grassmann in greco sembra essere successiva a certi cambiamenti fonetici avvenuti solo in greco e non in sanscrito.
Dato che gli studi sul protoindoeuropeo ebbero la loro prima formulazione coerente in Germania, nella tradizione di studi di questo paese la famiglia linguistica indoeuropea è correntemente detta indo-germanica (in tedesco Indogermanisch, mentre la protolingua è detta Urindogermanisch), mentre nella letteratura francofona più risalente compariva anche la denominazione indo-celtica (in francese Indo-celtique). Al fine di metter in evidenza le loro ipotesi classificatorie, alcune tradizioni di studi hanno suggerito per la famiglia linguistica in via di definizione altre denominazioni, ormai ritenute obsolete dalla comunità dei linguisti, come indo-anatolica, coniato da Edgar Howard Sturtevant per sottolineare l'antichità del gruppo delle lingue anatoliche, o anche come greco-aria, inizialmente adottata dai fautori della vicinanza tra greco e sancrito e tuttora abbracciata da studiosi quali Wolfram Euler e da esperti di mitologia comparata come Martin Litchfield West e Calvert Watkins e più in generale dai sostenitori delle ipotesi armena e anatolica. Un'altra denominazione popolare alle origini dell'indoeuropeistica era quella di lingue jafetiche, facente riferimento al patriarca biblico Jafet.

## Membri della famiglia linguistica indoeuropea
Appartengono con certezza alla famiglia linguistica indoeuropea diverse sottofamiglie linguistiche a loro volta differenziate in lingue e dialetti:
- le lingue anatoliche, parlate in Anatolia già nel XIX-XVIII secolo a.C. e oggi estinte; ne fanno parte il luvio, l'ittita, il palaico e nei secoli IX-V a.C. il licio, il lidio, il cario; al ramo anatolico Paul Kretschmer e Vladimir Ivanov Georgiev ascrivono anche una delle lingue di substrato egee che hanno influsso sul greco classico attraverso i loro prestiti lessicali, dotati di una fonetica molto diversa da quella del greco stesso (ramo egeo-anatolico);[15]
- i dialetti del greco, che è la lingua indoeuropea con la maggior continuità storica, dato che un arcaico dialetto greco, il miceneo, nelle sue varianti normale e speciale, è stato scoperto nel 1953 da Michael Ventris nelle tavolette in lineare B dei palazzi Achei dei secc. XVI-XIII a.C.; della famiglia dei dialetti greci fanno parte, in età storica, lo: ionico, l'attico, il dorico, l'eolico, l'arcado-cipriota, il greco di nord-ovest e il panfilio;[16]
- l'indo-iranico, comprendente il ramo indo-ario (lingue indoeuropee parlate in India) e l'iranico (lingue indoeuropee dell'Iran), oltre al piccolo ramo intermedio nuristani; in età antica è testimoniato dall'avestico, dal sanscrito vedico e poi dal sanscrito classico. I dialetti indo-iranici sono attestati nelle loro sedi nel I millennio a.C.; tuttavia, tracce linguistiche inequivocabili della presenza degli indo-arii sono state rinvenute nei documenti delle civiltà mesopotamiche già fra il 1900 a.C. e il 1300 a.C., in concomitanza con il subentrare di dinastie "barbariche" a Babilonia e fra gli Hurriti;[17]
- le lingue celtiche diffuse dal I millennio a.C. nell'Europa atlantica dalla Spagna alla Gran Bretagna e all'Irlanda, in Francia, nella Germania e nell'Italia settentrionale. Oggi invece il loro ambito di diffusione è assai ridotto, comprendendo una parte del Galles e talune piccole aree dell'Irlanda, della Scozia e della Bretagna e a rischio di estinzione;[18] tuttavia dobbiamo notare che il gaelico irlandese è lingua ufficiale della Repubblica di Irlanda ed è anche parte dell'apprendimento scolastico della nazione;
- le lingue italiche, diffuse in origine in Italia centrale e meridionale e rappresentate, nel I millennio a.C., dall'osco-umbro, dal latino e da altre lingue e dialetti minori.[19] Le lingue italiche hanno dato origine alle lingue romanze o neolatine;
- il venetico, lingua a sé parlata nell'antico Veneto, mostra, tuttavia, affinità con il latino e le lingue italiche;[20]
- le lingue germaniche, di cui è certo che già intorno alla metà del I millennio a.C. fossero diffuse in Europa centro-settentrionale, fra il Baltico e il bassopiano sarmatico e in Scandinavia. Le loro prime attestazioni scritte risalgono al V secolo d.C.;[21]
- l'armeno, parlato in Armenia e noto a partire dal V secolo d.C.;[22]
- Il tocario, nei suoi due dialetti estinti A e B (che invero, secondo la maggior parte dei linguisti, sono due lingue vere e proprie), documentati nel Turkestan cinese intorno al 1000 d.C.;[23]
- le lingue slave, discese tutte dal protoslavo, il cui parente più vicino è lo slavo ecclesiastico o paleoslavo, già lingua liturgica della chiesa ortodossa in Europa orientale;[24]
- le lingue baltiche, comprendenti l'antico prussiano, estinto già nel XVIII secolo, nonché due lingue vive, il lituano e il lettone;[25]
- l'albanese, con i suoi due dialetti, il tosco e il ghego, attestati dal XV secolo;[26]
- una serie di parlate estinte, isolate e poco note, come: il frigio, il tracio, il daco-misio, il messapico, l'antico ligure, il lusitano e i dialetti dei Macedoni e dei Peoni.[27]

A queste ultime lingue, storicamente documentate anche se in maniera molto frammentaria, si devono aggiungere alcune lingue la cui esistenza è solo postulata sulla base di evidenze indirette. Da un lato abbiamo il cosiddetto "europeo antico", ipotetica lingua indoeuropea di sostrato, parlata secondo alcuni (in primo luogo Hans Krahe) in epoca molto antica in Europa, diversa da tutti gli altri rami della famiglia, e che avrebbe dato origine alla tipica idronimia europea di fondo. Dall'altro lato sono state postulate alcune lingue egee di substrato indoeuropeo influenti sul greco antico ma estranee al ramo egeo-anatolico e agli altri rami indoeuropei noti, fra cui il pelasgico, il greco psi e il pelastico. Queste ultime lingue non sarebbero imparentate direttamente con il greco: i loro resti testimonierebbero l'affioramento di lingue indoeuropee totalmente sconosciute e caratterizzate da aspetti propri, diversi in parte da quelli che identificano i gruppi linguistici dell'indoeuropeo a noi estensivamente o parzialmente noti.
Le diverse sottofamiglie dell'indoeuropeo sono per tradizione raggruppate in due grandi gruppi, divisi dalla cosiddetta isoglossa centum-satem e distinti in base al trattamento delle consonanti gutturali. Le cosiddette lingue centum (dal latino centum, "cento") continuano le antiche gutturali palatali come velari, mentre le lingue satem (dall'avestico satəm, "cento") le mutano in consonanti fricative palatali e sibilanti.
Gli studiosi attribuiscono valore differente al fenomeno della satemizzazione, a seconda dei loro orientamenti. I fautori della cosiddetta teoria glottidale ritengono ad esempio più pertinente il trattamento delle ipotetiche consonanti glottidali che essi presumono tipiche del proto-indoeuropeo nella sua fase comune, e preferiscono perciò distinguere fra lingue taihun (dal gotico taihun, "dieci") che perdono la glottidalizzazione mutando le glottidali in consonanti sorde e lingue decem (dal latino decem, "dieci"), che tramutano le glottidali in sonore.

## Classificazione
Di seguito vengono riportati i gruppi linguistici, oggi parlati e anche estinti, in cui sono classificate le lingue indoeuropee. Al proposito si deve affrontare tutta una serie di questioni, giacché anche i vari specialisti non sempre adottano le stesse scelte terminologico e metodologico. Citiamo talune questioni che possono aiutare a servirsi meglio della successiva classificazione.
1. La classificazione più esauriente è quella ormai classica di Merritt Ruhlen,[33] in un testo in cui vengono classificate a grandi linee tutte le lingue oggi parlate al mondo e la massima parte di quelle estinte a noi note. Per le lingue indoeuropee, si hanno a disposizione anche le classificazioni più recenti e dettagliate di Ernst Kausen,[34] che fra l'altro hanno il pregio di avere molto spesso una discussione critica sulle posizioni scientifiche antecedenti. Ruhlen e Kausen, presi insieme, consentono di avere una buona visione di insieme della classificazione delle lingue indoeuropee e dei problemi che essa comporta. Altri testi specifici di linguisti sulle lingue e le culture indoeuropee convergono fondamentalmente con tali scelte, anche se possono variare su taluni dettagli. La ripartizione esposta non è comunque condivisa dalla totalità degli studiosi.
2. Svariati specialisti, fra cui lo stesso Ruhlen, concordano in genere nell'identificare 10 grandi gruppi di lingue indoeuropee, 8 composti da lingue parlate ancora ai nostri giorni e due esclusivamente da lingue estinte. Abbiamo così il gruppo albanese, il gruppo armeno, il gruppo balto-slavo, il gruppo celtico, il gruppo germanico, il gruppo greco, il gruppo indo-iranico, il gruppo neolatino per quanto riguarda la suddivisione delle lingue parlate ancora ai nostri giorni. Il gruppo anatolico e il gruppo tocario sono invece estinti. Fra gli specialisti è diffusa l'idea di una stretta affinità fra le lingue baltiche e le lingue slave,[35] per cui sarebbe possibile considerare il balto-slavo come un'unità primaria, che si divide secondariamente nei due rami baltico e slavo. Nell'esposizione teniamo comunque separate le lingue baltiche dalle lingue slave, giacché la questione è ancora aperta e controversa. Da parte sua, il gruppo indo-iranico si divide nei due rami indo-ario (lingue dell'India e del Pakistan) e iranico, oltre al terzo ramo nuristani, composto da piccole lingue parlate in regioni montuose dell'Afghanistan, che è considerato indipendente (anche se strettamente imparentato) con gli altri due rami, ben più copiosi.
3. Le altre lingue indoeuropee estinte hanno attestazioni troppo frammentarie per essere collocate in gruppi ben definiti e d'altra parte la parentela di queste lingue fra di loro e con le lingue dei gruppi a noi noti rimane problematica. Così non sappiamo precisamente l'estensione dei gruppi illirico e tracio-frigio, né se essi sono imparentati strettamente l'uno con l'altro e non sappiamo sé il macedone, ad esempio, sia imparentato più o meno strettamente con il greco. Una delle supposizioni più sensate, comunque, è che il greco miceneo e classico si sia sviluppato su un sostrato in parte di tipo anatolico.
4. Alcuni autori, fra cui Merritt Ruhlen, hanno adottato la dizione di indo-hittita per le lingue nel loro complesso, per mettere in evidenza l'idea (di accettazione generalizzata) che il gruppo anatolico, di cui l'hittita fa parte, sia senz'altro il primo ramo linguistico staccatosi dal ceppo indoeuropeo originario. La dizione, però, non ha goduto di un successo particolare.
5. Per quanto riguarda la distinzione tra lingua e dialetto, il dibattito è interminabile e in un certo senso non può essere chiuso, data la ricchezza (che è complementarità e conflittualità insieme) di molteplici punti di vista, che non sono soltanto strettamente scientifici (linguistici), ma anche antropologici, sociologici e spesso politici. Il fatto è che in massima parte le lingue del mondo, fino a tempi assai recenti, sono state soltanto orali e quindi in genere coinvolgevano un numero ristretto di parlanti e territori dall'estensione altrettanto ristretta. In questo senso le lingue scritte e di cultura sono recenti e particolare, e ancora più recente e particolare è il fatto che talune varianti di queste lingue hanno assunto una funzione normativa, facendo convergere molte parlate dialettali e spesso generando una caratteristica diglossia fra lingua e dialetto, a seconda delle necessità, delle modalità e delle fasi comunicative dei vari parlanti. In Europa, specificamente, questo processo è strettamente legato allo sviluppo degli stati nazionali, ognuno dei quali ha diffuso una lingua letteraria fondata su una particolare parlata territoriale, tuttavia ibridata in vario modo con altre parlate e dipendente di volta in volta da singole scelte individuali o collettive. Così il nucleo normativo della lingua spagnola è tratto dal castigliano e il nucleo normativo della lingua francese è tratto dal parigino, ma non possiamo dire che lo spagnolo d'oggi si riduca completamente a un dialetto castigliano e il francese d'oggi si riduca completamente a un dialetto parigino. Nel caso dell'italiano, è corretto dire che le parlate toscane sono alla base della lingua italiana, ma tuttavia lo sono indirettamente, attraverso il tramite di una lingua letteraria (in Italia, peraltro, plurisecolare) che su base toscana ha ibridato anche influssi settentrionali e meridionali.

Ciò per spiegare quanto sia difficile trovare una classificazione univoca delle lingue indoeuropee, che oggi sono in massima parte lingue scritte in cui i fenomeni di normatività, di convergenza dialettale e di varie forme di diglossia sono state e sono ampiamente diffuse. Vi sono quindi due tendenze. La tendenza prevalente fra gli indoeuropeisti è di adottare in genere la nozione di lingua quale lingua scritta attorno alla quale si è avuta storicamente la convergenza di un ampio campo di parlate dialettali. Al contrario, la classificazione di Ethnologue, che osserva tutte le lingue del mondo con uno sguardo fondamentalmente antropologico, prende le mosse dalle lingue parlate, per cui la sua nozione di lingua è più ristretta e spesso equivale a un livello che in altre classificazioni è equivalente ai grandi gruppi dialettali in cui si divide una lingua. Rispetto a una tale disparità di visioni è impossibile sia prendere una decisione netta sia essere neutrali. È opportuno, tuttavia, in una classificazione relativa alle lingue indoeuropee, rispettare le classificazioni correnti presso la maggior parte degli studiosi di indoeuropeistica e tuttavia indicare, ove possibile, le grandi classificazioni dialettali seguendo Ethnologue o altri autori che hanno affrontato la questione.
L'obelisco (†) prima del nome di una lingua o gruppo indica che è estinta/o.

### Gruppo anatolico
- †Lingua ittita
- †Lingua palaica
- †Lingua lidia
- †Lingua caria
- †Lingua luvia (o arzawano)
  - †Lingua licia
  - †Lingua miliaca
  - †Lingua pisidica
  - †Lingua sidetica[36]

### Gruppo tocario
- †Lingua tocaria[37]
  - †Lingua tocaria A
  - †Lingua tocaria B

### Gruppo albanese
- Lingua albanese
  - Lingua albanese ghega
  - Lingua albanese tosca
    - Lingua arbëreshe
    - Lingua arvanitica[38]

### Gruppo illirico
- †Lingua illirica
- †Lingua liburnica
- †Lingua messapica

### Gruppo armeno
- Lingua armena
  - Dialetto armeno occidentale
  - Dialetto armeno orientale

### Gruppo greco
- †Dialetto ionico
  - †Dialetto attico
    - Dialetto grecanico

  - Lingua greca moderna
- †Dialetto dorico
  - Dialetto zaconico
- †Dialetto eolico

### Gruppo indoiranico
Gruppo indoario
Indoario antico
- †Sanscrito vedico
- †Sanscrito classico

Indoario medio
- Pracrito
  - †Lingua pāli
  - †Lingua gāndhārī
  - †Ardhamagadhi
    - †Elu

  - †Pracrito di Aśoka
  - †Pracriti drammatici
    - †Lingua magadhi
    - †Maharashastri
    - †Shauraseni
- †Apabhramsa

Indoario moderno
- Gruppo romani
  - Lingua romaní (lingua dei Rom e dei Sinti)
  - Domari
  - Lomavren
- Gruppo singalese-maldiviano (India meridionale)
  - Lingua singalese
  - Lingua maldiviana
- Gruppo dell'India settentrionale
  - Lingue dardiche
    - Lingua kashmiri
    - Lingua shina
    - Lingua khowar
    - Indo-Kohistani
    - Pashai

  - Zona settentrionale (lingue pahari)
    - Lingua nepalese
    - Garhwali
    - Kumauni

  - Zona nord-occidentale
    - Lingua marathi
    - Lingua konkani
    - Lingua punjabi
    - Lingua saraiki
    - Lingua sindhi
    - Lingua dogri
    - Lahnda

  - Zona occidentale
    - Lingua gujarati
    - Lingua marwari
    - Malvi

  - Zona centrale
    - Lingua hindī
    - Lingua urdu
    - Lingua awadhi
    - Chhattisarghi

  - Zona orientale
    - Lingua bhojpuri
    - Lingua maithili
    - Lingua bengali
    - Lingua oriya
    - Lingua assamese
    - Magahi

  - Zona meridionale
    - Lingua marathi
    - Lingua konkani

Gruppo nuristani
Gruppo iranico
Lingue iraniche antiche
- †Avestico
- †Persiano antico
- †Medio persiano
- †Battriano
- †Sogdiano

Lingue iraniche moderne
- Lingue iraniche nord-occidentali
  - Curdo
  - Talyshi
  - Tati
  - Gilaki
  - Mazanderani
  - Zazaki
  - Gorani
  - Beluci
- Lingue iraniche sud-occidentali
  - Persiano moderno (con le varianti persiano in senso proprio, dari, tagiko).
- Lingue iraniche orientali
  - Osseto
  - Yaghnobi
  - Wakhi
  - Pashtu
  - Lingue del Pamir (shughni, yazghulami, ecc.)
  - Ormuri
  - Parachi

### Gruppo germanico
- Lingue germaniche settentrionali
  - Lingua norrena o nordico antico 
    - Nordico moderno (lingue scandinave)
    - Occidentale
      - Lingua islandese
      - Lingua faroese
      - †Lingua norn
      - Lingua norvegese (nynorsk)
      - Dialetti dello Jämtland o jamtsk

    - Orientale
      - Lingua danese
      - Lingua norvegese (Bokmål)
      - Lingua svedese

    - Lingua gutnica
- Lingue germaniche orientali
  - †Lingua gotica
  - †Lingua burgunda
  - †?Lingua longobarda
- Lingue germaniche occidentali
  - Alto-tedesco
    - †?Lingua longobarda
    - Lingua tedesca o Hochdeutsch
    - Lingua lussemburghese
    - Lingue tedesche superiori
      - Tedesco alemanno
      - Lingua bavarese
      - Lingua francone orientale
      - Lingua yiddish
      - Lingua vilamoviana (Wymysorys)

    - Medio-tedesco o tedesco centrale
      - Tedesco centrale occidentale
      - Tedesco centrale orientale
      - Tedesco della Pennsylvania o Pennsylvania Dutch

  - Lingua basso-tedesca
    - Basso sassone o basso-tedesco occidentale
    - Lingua basso-tedesco orientale

  - Basso francone
    - Lingua olandese
      - dialetto olandese
      - Lingua fiamminga
      - Lingua afrikaans

    - Lingua limburghese

  - Anglo-frisone o germanico insulare
    - Lingua frisona
    - Lingua scots o scozzese 
      - Ulster Scots

    - Lingua inglese
      - Inglese britannico
      - Inglese scozzese
      - Inglese gallese
      - Inglese irlandese
      - Inglese americano
      - Inglese canadese
      - Inglese australiano
      - Inglese neozelandese
      - Inglese giamaicano
      - Inglese sudafricano

### Gruppo balto-slavo

#### Gruppo baltico
- Lingue baltiche occidentali
  - †Lingua prussiana o antico prussiano
    - †Lingua jatvingica o sudoviana
- Lingue baltiche orientali
  - Lingua lituana
  - Lingua lettone
  - †Lingua curlandese o curoniana
  - †Lingua semigallica
  - †Lingua selonica

#### Gruppo slavo
- Lingua proto-slava
  - Lingue slave orientali
    - †Antico slavo orientale
      - Lingua russa
      - Lingua ucraina
      - Lingua bielorussa
      - Lingua russina

  - Lingue slave occidentali
    - Lingue lechitiche
      - †Lingua polaba
      - Lingue pomerane 
        - Lingua casciuba
        - †Lingua slovinzia

      - Lingua polacca
      - Lingua slesiana

    - lingue lusaziane o sorabo-lusaziane o serbo-lusaziane 
      - serbo lusaziano superiore
      - serbo lusaziano inferiore

    - Gruppo ceco-slovacco
      - Lingua ceca
      - Lingua slovacca
      - †Lingua canaan o giudeo-slava

  - Lingue slave meridionali
    - †Antico slavo ecclesiastico
    - Gruppo orientale
      - †Slavo ecclesiastico
      - sottogruppo bulgaro
        - Lingua bulgara
        - Lingua macedone

    - Gruppo occidentale
      - gruppo dialettale štokavo
        - Lingua bosniaca standard
        - Lingua croata standard
          - Dialetto croato del Molise

        - Lingua montenegrina
        - Lingua serba standard

      - gruppo dialettale čakavo
        - Dialetto croato del Burgenland

    - sottogruppo slavo alpino:
      - Lingua slovena
      - Dialetto resiano

### Gruppo celtico
Classificazione continentale/insulare
- †Proto-celtico
  - †Celtico continentale
    - †Gallico
      - †Lepontico
      - †Antico ligure[41]
      - †Norico
      - †Galato

    - †Celtiberico
    - †Lingua lusitana[42]

  - Celtico insulare
    - Goidelico
      - †Irlandese arcaico
      - Antico irlandese
        - Medio irlandese
        - Irlandese
        - Gaelico scozzese
        - Mannese

    - Brittonico
      - †Pittico[42]
      - Britannico
        - †Cumbrico
        - Antico gallese
          - Medio gallese
            - Gallese

        - Brittonico sudoccidentale
          - Bretone
          - Cornico

Classificazione P/Q
- †Proto-celtico
  - Celtico-P
    - †Gallico
      - †Lepontico
      - †Antico ligure[41]
      - †Norico
      - †Galato

    - Brittonico
      - †Cumbrico
      - Pittico?
      - Antico gallese
        - Medio gallese
          - Gallese

      - Brittonico sudoccidentale
        - Bretone
        - Cornico

  - Celtico-Q
    - †Celtiberico
    - †Lingua lusitana[42]
    - Goidelico
      - Irlandese arcaico
      - Antico irlandese
      - Medio irlandese
        - Irlandese
        - Gaelico scozzese
        - Mannese

### Gruppo italico
- †Osco-umbro
  - †Osco
  - †Umbro
  - †Dialetti sabellici
- †Latino-falisco o veneto-latino
  - †Veneto o venetico
  - †Falisco
  - †Latino
    - †Latino arcaico
    - †Latino classico
    - †Latino volgare
      - Lingue romanze o neolatine
        - Romanzo insulare
          - Sardo logudorese
          - Sardo campidanese
          - Siciliano

        - Lingue italo-romanze
          - Settentrionale 
            - Veneto
            - Istrioto

          - Dialetti toscani
            - Toscano
              - Italiano

            - Corso[43]
              - Corso cismontano
              - Corso oltremontano
              - Gallurese[44]
              - Sassarese[45]

          - Dialetti centro-meridionali
            - Dialetti mediani
              - Romanesco
              - Laziale centro-settentrionale
              - Viterbese
              - Reatino-sabino
              - Dialetti umbri
              - Marchigiano
              - Aquilano

            - Meridionale
              - Abruzzese
              - Molisano
              - Campano
                - Napoletano

              - Laziale meridionale
              - Lucano
              - Pugliese
                - Tarantino

            - Meridionale estremo
              - Salentino
              - Calabrese
                - Reggino

              - Pantesco

        - Balcano-romanzo
          - Rumeno (dacorumeno)
          - Istrorumeno
          - Meglenorumeno
          - Arumeno (macedorumeno)

        - †Dalmata
        - Retoromanzo
          - Romancio
          - Ladino
          - Friulano

        - Galloromanzo
          - Lingue galloitaliche
            - Piemontese
            - Lombardo occidentale o insubre
            - Lombardo orientale
            - Ligure
            - Emiliano
            - Romagnolo

          - Galloromanzo meridionale (occitanico)
            - Occitano
              - Provenzale
              - Alverniate
              - Linguadociano
              - Guascone

            - Catalano
              - Catalano settentrionale
              - Valenziano
              - Algherese

          - Galloromanzo settentrionale (oitanico)
            - Franciano o francese
              - Francese belga
              - Francese canadese
                - Francese del Québec
                - Francese acadiano
                - Francese di Terranova

              - Francese svizzero
              - Francese cajun o della Louisiana
              - Francese d'Africa
                - Francese del Maghreb
                - Francese subsahariano
                  - Francese popolare burkinabé
                  - Francese ivoriano
                  - Camfranglais

                - Francese dell'Oceano Indiano

              - Creolo francese

            - Pittavino-santongese
            - Normanno (normando)
            - Piccardo
            - Gallo
            - Champenois
            - Lorenese
            - Vallone

          - Arpitano o francoprovenzale

        - Iberoromanzo
          - Galiziano-portoghese
            - Galiziano
              - Eonaviego (variante galiziana con tratti asturiani)

            - Portoghese
              - Lusitano
              - Brasiliano

            - Fala de Xálima (variante portoghese parlata in Spagna con tratti arcaici)

          - Spagnolo o castigliano
            - Andaluso

          - Aragonese
          - Lingue asturiano-leonesi
            - lingua asturiana
            - lingua leonese
              - lingua mirandese

          - Lingua estremegna (variante fra il leonese e lo spagnolo con tratti dell'andaluso)

        - Romanzo meridionale
          - †Mozarabico

    - †Latino tardo
    - Latino umanistico[46]

### Classificazione incerta
- †Lingua daca
- †Lingua frigia
- †Lingua macedone antica
- †Lingua peonia
- †Lingua tracica